# 시가전

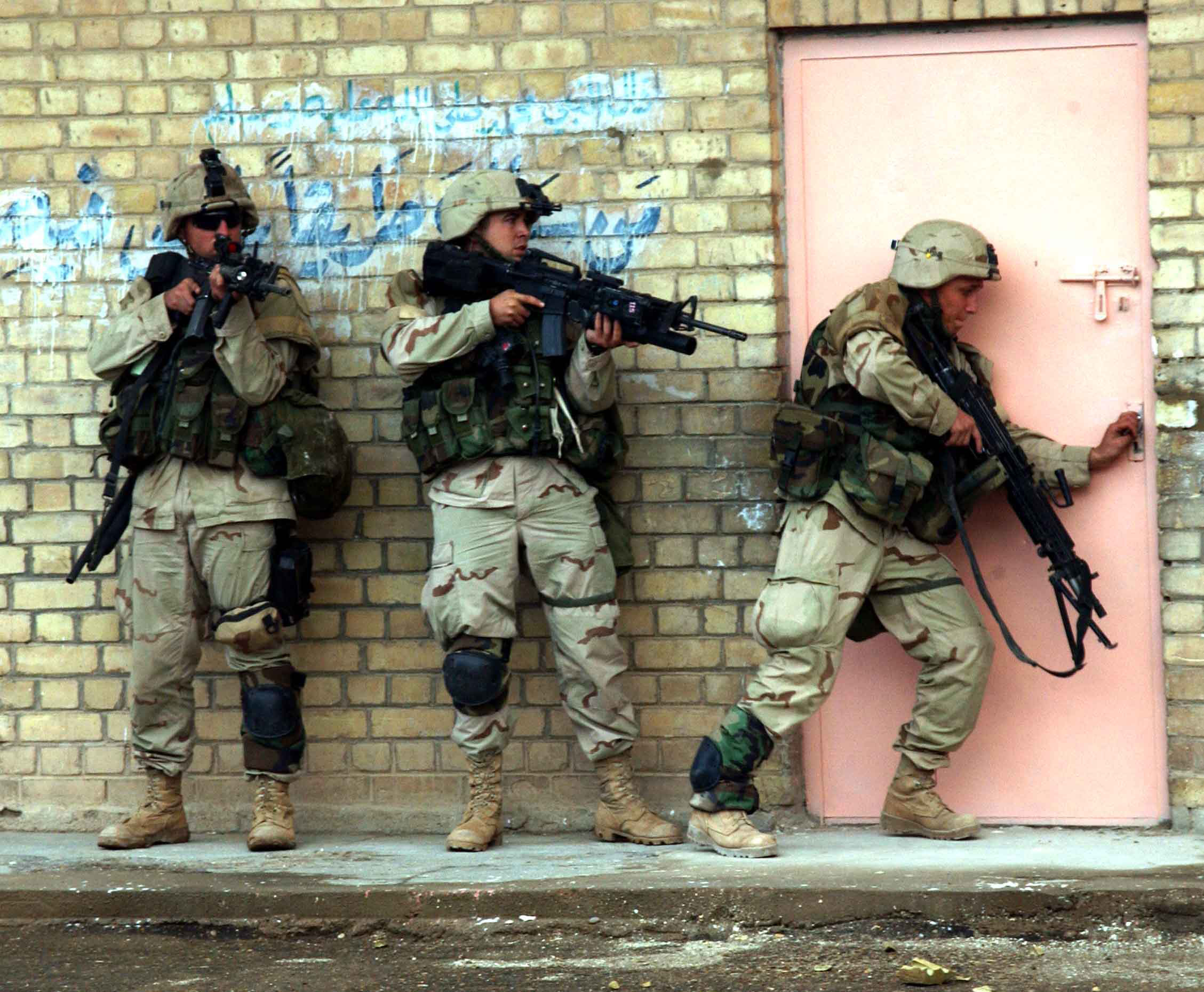
팔루자에서 주택 소탕하는 미국 육군의 병사들 (2004년 11월)

시가전(市街戰, urban warfare)은 도시 같은 거주지역에서 이루어지는 전투이다. 시가전은 개활지에서 벌어지는 전투와 비교했을 때 민간인의 존재나 도시 지형의 복잡함이 변수로 작용한다는 특징을 갖고 있다.

## 역사
제2차 세계 대전의 도시 군사 작전은 지상 공격 전투기부터 중폭격기까지 다양한 양의 포격과 공중 지원에 의존하는 경우가 많았다. 스탈린그라드와 바르샤바와 같은 일부 악랄한 도시전에서는 결과에 상관없이 모든 무기가 사용되었다. 
그러나 점령지를 해방할 때는 특히 도시 환경에서 제한이 적용되는 경우가 많았다. 예를 들어, 오르토나와 흐로닝언에서 캐나다군의 작전은 민간인과 건물을 구하기 위해 포병의 사용을 하지 않았고, 1945년 마닐라 전투에서 맥아더 장군은 민간인의 생명을 구하기 위해 포병과 공습을 처음으로 금지했다. 
군사력은 민간인이 있는 지역을 공격할 때 적용할 수 있는 힘의 양에 군사적 필요성을 지배하는 전쟁법에 의해 구속된다. 1970년대까지, 민간인이 있는 지역을 공격하는 것은 1907 헤이그 협약 제4호(토지 전쟁의 법과 관습, 특히 25조부터 27조)에 의해 다루어졌다. 이 내용은 1949년 8월 12일 제네바 협약의 추가 의정서와 국제 및 비국제적 무력 충돌의 희생자 보호에 의해 보완되었다.
1999년 러시아군이 그로즈니를 공격했을 때, 대량의 포격이 사용되었다. 러시아군은 시민들에게 그로즈니에 대한 전면적인 공격을 할 것이라고 경고하고 포격이 시작되기 전에 모든 시민들이 도시를 떠날 것을 요청했다.
도시 환경에서의 전투는 매복으로 인한 소모적 손실을 통해 약한 방어군이나 게릴라 전사들에게 몇 가지 이점을 제공할 수 있다. 공격하는 군대는 무수한 구조물과 산더미 같은 잔해를 확보하기 위해 더 많은 인력을 소비해야 한다. 철골 콘크리트 구조물은 폭격으로 파괴될 것이다. 하지만 방어가 잘 되어 있을 때 건물을 완전히 파괴하는 것은 매우 어렵다. 소련군은 스탈린그라드 전투에서 Red October steel factory를 방어하는 동안, 그리고 1945년 독일 제국군 점령 경쟁에서 포격에도 불구하고 계속 싸워야 했다.
1944년 부다페스트 전투에서 보았듯이 추축국과 소련군이 지하나 벙커, 유틸리티 터널과 같은 건물을 파괴하는 것은 어려웠다.

## 특징

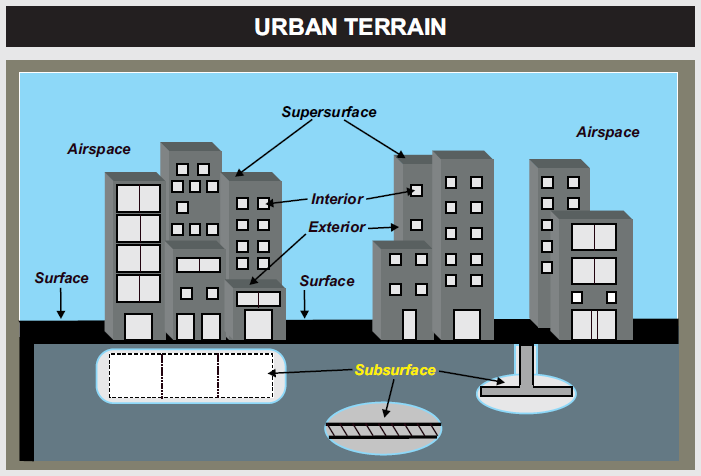
시가전 전투환경

시가전은 개활지에서 벌어지는 전투와 비교했을 때 작전이나 전술에서 여러 모로 다르다. 민간인의 존재라든가 도시 지형의 복잡함은 시가전을 어렵게 만드는 복잡한 변수로 작용한다. 시가전은 특정 거주 지역을 점거함으로써 이점을 얻거나 또는 그 이점이 적에게 돌아가게 하지 않기 위해 전략적 및 전술적 의의를 갖고 이루어진다.
건물들은 저격을 위한 장소를 제공할 수 있고 골목길과 잔해로 가득 찬 거리는 부비트랩을 심기에 이상적이다. 방어측은 숨겨진 통로와 매복작전을 사용하여 도시내에서 외부에 노출되지 않고 이동할 수 있다. 한편 공격측은 수비측의 숨겨진 루트에 익숙하지 않은 노출된 경로를 자주 이용해야 하기 때문에 수비측보다 더 노출되는 경향이 있다. 수색하는 과정에서 공격측은 거리에 노출되기도 한다.
시가전 환경은 기갑, 중포, 공중지원 등으로 인한 우위를 무효화시킨다. 소규모 보병의 대전차무기 습격은 현대 수준의 기갑장비도 완전히 파괴시킬 수 있으며, 포병과 공중 지원은 민간인 희생을 줄이고자 한다면 그 효용성이 극도로 떨어지게 된다. 그러나 방어측에는 이러한 제약이 가해지지 않으며, 심지어 민간인을 인간방패로 사용할 수도 있다.
시가전 상황에서 민간인을 민병같은 전투원과 구분하는 것은 매우 힘들며, 특히 자기 보금자리를 외부 침입자로부터 지키려 하는 사람일 경우 더욱 그러하다. 건물들이 들어참으로 인해 환경이 삼차원 공간으로 변하고 시야와 사정거리가 제한되며, 방어 측에게 유용한 은염폐 수단을 제공하고 부비트랩이나 저격수 같은 함정이 배치되기 쉬워짐에 따라 전술도 복잡해진다.

## 대표적인 시가전

### 멕시코 몬테레이 전투
몬테레이 전투는 미국 육군이 도시전을 처음으로 접한 전투였다. 1846년 9월 재커리 테일러가 이끄는 미군이 마을을 침공했을 때 발생했다. 미국 육군은 도시전에 대한 사전 훈련이 없었고 멕시코 수비대는 옥상에 숨어 구멍을 뚫고 총을 쏘고 도시의 거리 한복판에 대포를 배치했다. 몬테레이의 집들은 튼튼한 이중문과 창문이 거의 없는 두꺼운 어도비(점토)로 만들어졌다. 지붕에는 2피트 높이의 벽이 늘어서 있었고, 이 벽은 방어하는 군인들의 방어벽 역할을 했다. 집집마다 보루가 하나씩 있었다고 할 수 있다.
1846년 9월 21일, 미국 육군은 도시의 거리를 행군했고 멕시코 수비대에 의해 피해를 입었다. 그들은 벽, 구멍, 지붕 뒤에 숨겨진 적군들을 볼 수 없었다. 미군은 인접한 건물에 은폐할 때까지 거리를 따라 곧장 행진하려고 했다. 미군은 도시로 대포를 옮기려 했지만, 미군보다 더 잘 숨어있는 멕시코 군을 공격할 수 없었다. 이틀 후, 미국은 다시 양쪽에서 도시를 공격했고 이번에는 다르게 싸웠다.
21연대의 실수를 되풀이하고 싶지 않았던 윌리엄 젠킨스 워스 장군은 텍사스 고문들의 말을 들었다. 이들은 1842년 미에르 전투와 1835년 벡사 전투에서 멕시코의 도시에서 싸웠다. 그들은 군대가 각 집을 통해 "쥐 구멍"을 내고 근접전에서 멕시코 군을 뿌리 뽑아야 한다는 점을 알고있었다.
워스의 부하들은 곡괭이로 병사들이 접글 할 수 있는 집의 지붕이나 지붕에 구멍을 뚫거나 사다리를 이용해 옥상 꼭대기에 올라가 멕시코 수비대를 공격했다. 

### 베를린 전투
베를린 전투에서 소련군 전투단은 야포의 지원을 받아 6~8명의 돌격대로 나뉘는 80명의 혼합 무기 부대였다. 이들은 스탈린그라드에서 베를린에 이르는 각 페스퉁슈타트에서 소련군이 강제로 개발하고 개량한 집집마다의 전투 전술을 적용할 수 있는 전술 부대였다. 베를린의 대부분의 중심 지역은 직선적인 넓은 도로가 있는 도시 블록으로 이루어져 있었고, 여러 수로, 공원, 큰 철도 마샬링 야드와 교차했다. 지형은 대부분 평평했지만 크로이츠베르크와 같은 해발 66m의 낮은 언덕들이 있었다.
소련이 시가전에 대해 많은 것을 배운 것처럼 독일도 마찬가지였다. 무장친위대는 길모퉁이 근처에 설치된 임시 바리케이드를 사용하지 않았는데, 이는 직선 거리를 따라 더 멀리 떨어진 곳에서 포격을 가함으로써 파괴될 수 있기 때문이었다. 대신, 그들은 저격수와 기관총을 위층과 지붕에 배치했다. 그들은 또한 탱크들이 거리를 따라 이동할 때 탱크를 매복하기 위해 지하실 창문에 기갑부대로 무장한 병사들을 배치했다. 이러한 전술에 대응하기 위해 소련의 기관총 사수들은 전차를 타고 모든 출입구와 창문에 스프레이를 뿌렸다. 또 다른 해결책은 중폭격기를 사용하여 방어된 건물을 폭파하고 높은 층에 배치된 방어자에게 대공포를 사용하는 것이었다.
소련의 전투 부대들은 거리를 직접 따라 이동하는 대신 집집마다 이동하기 시작했다. 그들은 아파트와 지하실을 통해 인접한 건물의 벽을 뚫고 이동했고 다른 부대들은 지붕과 다락방을 가로질러 싸웠다. 이러한 전술은 측면에 있는 전차를 매복 공격하는 독일군을 격퇴시켰다. 

### 제 1차  체첸 전쟁
1차 체첸 전쟁 처음에, 러시아군은 기습을 당했다. 1956년 소련군이 부다페스트를 점령했기 때문에 어렵지 않게 도시를 점령할 수 있었던 그들의 기갑 부대는 1944년 말 부다페스트 전투를 연상시키는 전투에서 전사했다. 소련의 베를린 공격과 마찬가지로, 그들은 단기적인 조치로 자주 대공포를 배치하여 체첸 전투단과 교전했다.
장기적으로, 러시아군은 더 많은 보병을 이끌고 도시를 가로질러 집집마다, 블록마다 체계적인 진격을 시작했다. 선제적인 움직임으로 러시아군은 자신들의 매복 지점을 설치하고 그들에게 장갑을 이동시켜 체첸 전투단을 매복으로 유인하기 시작했다.

## 대한민국에서의 시가전

### 한반도 도시지역의 특징
한반도는 국토의 75%가 산과들이다. 산악지형이라는 한반도의 지형적 특성은 변화하지는 않으나 도시지역에 거 주하고 있는 사람들의 인위적인 변형으로 인해 미래 한반도의 작전환경이 수시로 변화하고 있다. 한국지역은 지난 2000년대부터 지속적으로 도시화가 진행되어 2010년에는 한국의 90% 이상이 도시화되고 있으며, 도시지역에는 전체 인구의 약 80% 이상이 거주하고 있다. 특히 도시지역은 수많은 인구와 복잡한 건축물 들이 혼재되어 있어 도시지역에서 전투가 벌어질 경우 수많은 제한사항이 발생한다.  
서울시의 경우는 대한민국의 수도이고 정치적, 문화적 핵심시설이 많고, 상업 및 공업 지역과 문화시설 등이 다른 지역에 비해 상대적으로 많기 때문에 주거지역은 작은 비율을 보인다. 반면 서울을 제외한 그 외 주요 도시의 주거지역과 상·공업지역의 비율은 서울과 다르게 주거지역의 비율이 높다. 따라서 도시지역에서 작전수행을 하는 작전지휘관은 민간인에 대한 피해를 최소화 하기 위해서 주거지역의 규모와 해당 도시지역 내에서 사람들이 주로 모여살고 있는 주거지역에 대한 정보를 반드시 확보해야 한다. 
도시지역 주거지역 내 대부분의 건물은 중·고층 아 파트가 대부분을 차지하고 있으며 아파트나 건물의 건축자재는 강화된 콘크리트로 되어 있어 공격 및 방어 간 화기의 효과에 큰 영향을 미치는 요인이 되기도 한다. 강철과 콘크리트로 건축된 건물은 각종 화기를 활용하여 벽을 뚫어 기동로를 확보하는 데 큰 제한사항이 된다. 대도시지역의 고층아파트 높이와 폭 역시 원활한 통신을 방해하는 장애물이 된다.

### 도시작전 수행을 위한 발전 사항
첫째, 도시지역에 대한 정확한 첩보수집을 위해 중대급에서 운용이 가능한 첩보수집용 장비를 보유해야 한다. ‘전장 가시화’의 중요성은 이미 이라크전 등 현대전을 통해서 밝혀진 사실이다. 높고 다양한 건물들이 산재한 도시지역에서 작전을 수행하는 지휘관에게 병력들의 생존성을 높이기 위해서는 부대가 진출할 지역에 대한 적 정보와 위치에 대한 정확한 첩보가 필요하다.
둘째, 도시지역작전 관련 교리와 전술과제에 대한 지속적인 연구와 초급·고급장교들을 대상으로 한 도시지역작전 관련 전술훈련이 지속적으로 병행되어야 만 한다. 도시지역에서의 전투수행은 기존의 산악전이나 야지에서의 기동훈련과 분명한 차이가 있다.  따라서 군 교육기관에서는 도시지역작전 관련 훈련과제를 지속적으로 연구해야 한다. 더불어 중·소대장들이 도시지역에서 타병과와 함께 공격·방어작전 훈련을 숙달할 수 있도록 교육커리큘럼을 대폭 수정해야 한다. 산악과 일부 개활지로 꾸며진 작전지도 위에서 공격 및 방어작전 계획을 수립하는 식의 교육방식은 변화된 한국의 작전환경을 무시한 구태의연한 과거의 전술교육 방법이다.

## 같이 보기
- 도시유격대

## 참고 문헌
- BBC staff (7 December 1999). "Russia will pay for Chechnya". BBC.
- Beevor, Antony (2002). Berlin: The Downfall 1945. London; New York: Viking-Penguin Books. pp. 316–319. ISBN 0-670-03041-4.
- Dishman, Chris (August 2009). "Street Fight in Monterrey". Military Heritage Magazine.
- Dishman, Christopher (2010). A Perfect Gibraltar: The Battle for Monterrey, Mexico. University of Oklahoma Press. ISBN 978-0-8061-4140-4.
- Grau, Lester W. (January 1997). "Chechen Anti-armor Techniques". Russian-Manufactured Armoured Vehicle Vulnerability in Urban Combat: The Chechnya Experience. Red Thrust Star. Archived from the original on 2010-04-30. Retrieved 2010-06-16.
- Ladd, Brian (1998). The Ghosts of Berlin: Confronting German History in the Urban Landscape (illustrated ed.). University of Chicago Press. p. 99–102. ISBN 978-0-226-46762-7.
- Pike, John (16 September 2002). "Military Operations on Urban Terrain [MOUT]". GlobalSecurity.org. Retrieved 14 July 2017.
- Prakash, Gyan; Kruse, Kevin Michael (2008). The spaces of the modern city: imaginaries, politics, and everyday life (illustrated ed.). Princeton University Press. pp. 44–46. ISBN 978-0-691-13343-0.
- Siepen, Edith (2011). Peeps at Great Cities – Berlin. BoD – Books on Demand. p. 7. ISBN 978-3-86403-134-2.
- Stacey, C.P. (1966). Volume III: The Victory Campaign: The Operations in North West Europe 1944–1945. Official History of the Canadian Army in the Second World War.
- 백동환, 윤영주. 한반도 내 효과적인 도시지역작전 수행을 위한 연구(2015.05.04)